# Brasil FurFest
A Brasil FurFest (BFF) é uma convenção furry brasileira, realizada anualmente desde 2016 na cidade de Santos no estado de São Paulo. Atualmente, é a maior convenção furry da América Latina. O evento dura três dias e tem atrações como bazar, espaço de artistas, parada de fursuits, competição de dança, painéis e workshops de arte, sala de jogos e balada.

## História
Em 2014, foi criado o Furboliche, evento realizado em pistas de boliche na Grande São Paulo. A mesma equipe responsável por este evento criou a Brasil FurFest em 2016, após o anúncio da descontinuidade do Abando naquele ano, que então era a mais antiga e tradicional convenção furry do Brasil. A convenção foi organizada por meio de crowdfunding e, em menos de 13 dias, conseguiram atingir a meta de 6 mil reais para executar a ideia, 2,5 vezes mais que o estipulado na meta inicial. O evento ocorreu durante os dias 9 e 11 de setembro no Mercure Hotel, em Santos, e teve como tema "Peludos em Santos", piada com a canção dos Mamonas Assassinas "Pelados em Santos". Foi responsável por gerar a primeira cobertura da mídia brasileira sobre a furry fandom no país, com uma reportagem no jornal impresso A Tribuna, o de maior circulação da cidade de Santos; uma notícia de três minutos no Balanço Geral SP Litoral, transmitido pela TV Record Santos; e um longo artigo da Vice. 169 pessoas participaram do evento.
Três edições ocorreram anualmente até 2019. A quinta edição do evento estava programada para 2020, mas foi adiada devido à pandemia de COVID-19. Ocorreu entre os dias 15 e 17 de julho de 2022. A edição de 2023 ocorreu entre 14 e 16 de julho.

## Edições
| Ano  | Datas            | Local                      | Público | Caridade                                                   | Doação       | Tema                          | Convidados de honra                            | Ref.    |
| ---- | ---------------- | -------------------------- | ------- | ---------------------------------------------------------- | ------------ | ----------------------------- | ---------------------------------------------- | ------- |
| 2016 | 9–11 de setembro | Mercure Santos Hotel       | 169     | Movimento de Apoio aos Protetores de Animais e da Natureza | R$ 435,45    | Peludos em Santos             | - Latin Vixen (EUA) - El Ranno (Brasil)        | [ ‡ 1 ] |
| 2017 | 25–27 de agosto  | Mercure Santos Hotel       | 287     | SOS Vida Pet Baixada Santista                              | R$ 2.668,10  | Furries no Espaço             | - Felipe Marcantônio (SP) - Igor Cebarros (SP) | [ ‡ 2 ] |
| 2018 | 17–19 de agosto  | Mercure Santos Hotel       | 431     | SOS Vida Pet Litoral                                       | R$ 12.349,15 | Luzes! Câmeras! Furries!      | - Crash Azarel (BA) - Fox Amoore (Escócia)     | [ ‡ 3 ] |
| 2019 | 23–25 de agosto  | Mercure Santos Hotel       | 571     | SOS Vida Pet Litoral                                       | R$ 11.000.00 | Furtrópolis                   | - Zeng Tiger (SP) - Pepper Coyote (EUA)        | [ ‡ 4 ] |
| 2022 | 15–17 de julho   | Sheraton Santos Hotel      | 872     | SOS Vida Pet Litoral                                       | R$ 33.570,69 | A Fantástica Fábrica de Doces | - Uncle Kage (EUA)                             | [ ‡ 5 ] |
| 2023 | 14–16 de julho   | Sheraton Santos Hotel      | 911     | SOS Vida Pet Litoral                                       | R$ 26.574,13 | Universidade Furry            | - Ash Coyote (EUA)                             | [ ‡ 6 ] |
| 2024 | 19–21 de julho   | Sheraton Santos Hotel      | 1 121   | SOS Vida Pet Litoral                                       | R$ 32.136,93 | Hotel Assombrado              | - Telephone (EUA)                              | [ ‡ 7 ] |
| 2025 | 18–20 de julho   | Hotel Nacional Inn Jaraguá | 1356    | SOS Vida Pet Litoral                                       | ---          | Heróis & Vilões               | - Aurora Bloom (EUA)                           | [ ‡ 8 ] |